# Changxing (köpinghuvudort i Kina, Shaanxi, lat 34,27, long 107,84)
Changxing är en köpinghuvudort i Kina. Den ligger i provinsen Shaanxi, i den nordvästra delen av landet, omkring 98 kilometer väster om provinshuvudstaden Xi'an. Antalet invånare är 27 736. Befolkningen består av 13 339 kvinnor och 14 397 män. Barn under 15 år utgör 15,0 %, vuxna 15-64 år 75 %, och äldre över 65 år 8,0 %.
Runt Changxing är det tätbefolkat, med 343 invånare per kvadratkilometer. Närmaste större samhälle är Shoushan, 8,3 km väster om Changxing. Trakten runt Changxing består till största delen av jordbruksmark.
Genomsnittlig årsnederbörd är 730 millimeter. Den regnigaste månaden är september, med i genomsnitt 159 mm nederbörd, och den torraste är december, med 2 mm nederbörd.